# 3 Doors Down
3 Doors Down — американський рок-гурт з містечка Ескатопа, штат Міссісіпі, сформований в 1996 році. Гурт був створений з ініціативи вокаліста Бреда Арнольда. До нього увійшли Метт Робертс (гітара)і Тодд Харел (бас-гітара). Незабаром до групи приєднався Кріс Хендерсон (гітара) та Грег Апчерч (барабани).
3 Doors Down здобули всеамериканську славу після першого синглу «Kryptonite», який потрапив до трійки лідерів на Billboard Hot 100. Потім група підписала контракт з всесвітньовідомим музичним лейблом Universal Records і випустила свій дебютний альбом «The Better Life» в 2000 році, який шість разів став платиновим у США. Їхній другий альбом, «Away from the Sun» побачив світ у (2002) році та продовжив подальший успіх групи: дебютував на # 8 в Billboard 200 і став мультиплатиновим у США та Канаді. Після цього 3 Doors Down вирушили у велике турне протягом двох років. Третій альбом «Seventeen Days» вийшов (2005) року. Він дебютував на # 1 в Billboard 200 і став платиновим у перший же місяць релізу. Реліз четвертого альбому з однойменною назвою, «3 Doors Down» відбувся у 2008 році. Альбом дебютував на # 1 в Billboard 200 і незабаром отримав статус золотого у декількох країнах. В липні 2011 року 3 Doors Down випустили свою п'яту платівку під назвою «Time Of My Life».
3 Doors Down — шістнадцятиплатинові американські рокери, які дають понад 300 концертів на рік, а також виступають з іншими виконавцями, такими як Lynyrd Skynyrd, Megadeth, Staind, Nickelback, Alter Bridge, Breaking Benjamin, Seether, Shinedown і Daughtry. З початку своєї кар'єри, 3 Doors Down було продано понад 16 мільйонів альбомів в усьому світі.

## Історія

### Ранні роки (1996—2000)
Все починалось у маленькому американському містечку Ескатопа, штат Міссісіпі. Троє шкільних друзів: вокаліст-барабанщик Бред Арнольд, гітарист Мет Робертс і басист Тод Харрелл, які поділяють спільний інтерес до рок-музики, заходилися створювати рок-гурт.
3 Doors Down почали грати локально по місту, на вечірках у своїх друзів, виступаючи як кавер-версіями пісень, так і оригінальними музичними творами, які незабаром ввійдуть до їхньої першої платівки. Згодом Бред Арнольд починає не тільки барабанити, але також виступати як вокаліст групи, тому що, за його словами, «ніхто це не робив, але я зробив, і всім сподобалося». Арнольд також пише більшість текстів до пісень гуту. За його словами, деякі зі своїх ранніх хітів він написав у 15 років, часто працюючи над віршами на уроках математики, видряпуючи тексти олівцем на шкільній парті.
Врешті-решт, гурт починає виступати за межами свого міста. Одного разу під час поїздки в Фолей, штат Алабама, трійка музикантів йшла містом. Вони побачили стару будівлю, на вивісці якої деякі букви відвалилися, утворивши назву «Doors Down». Оскільки на той момент гурт складався з трьох осіб, вони додали цифру «3». Саме таким чином музиканти здобули назву для свого гурту — «3 Doors Down».

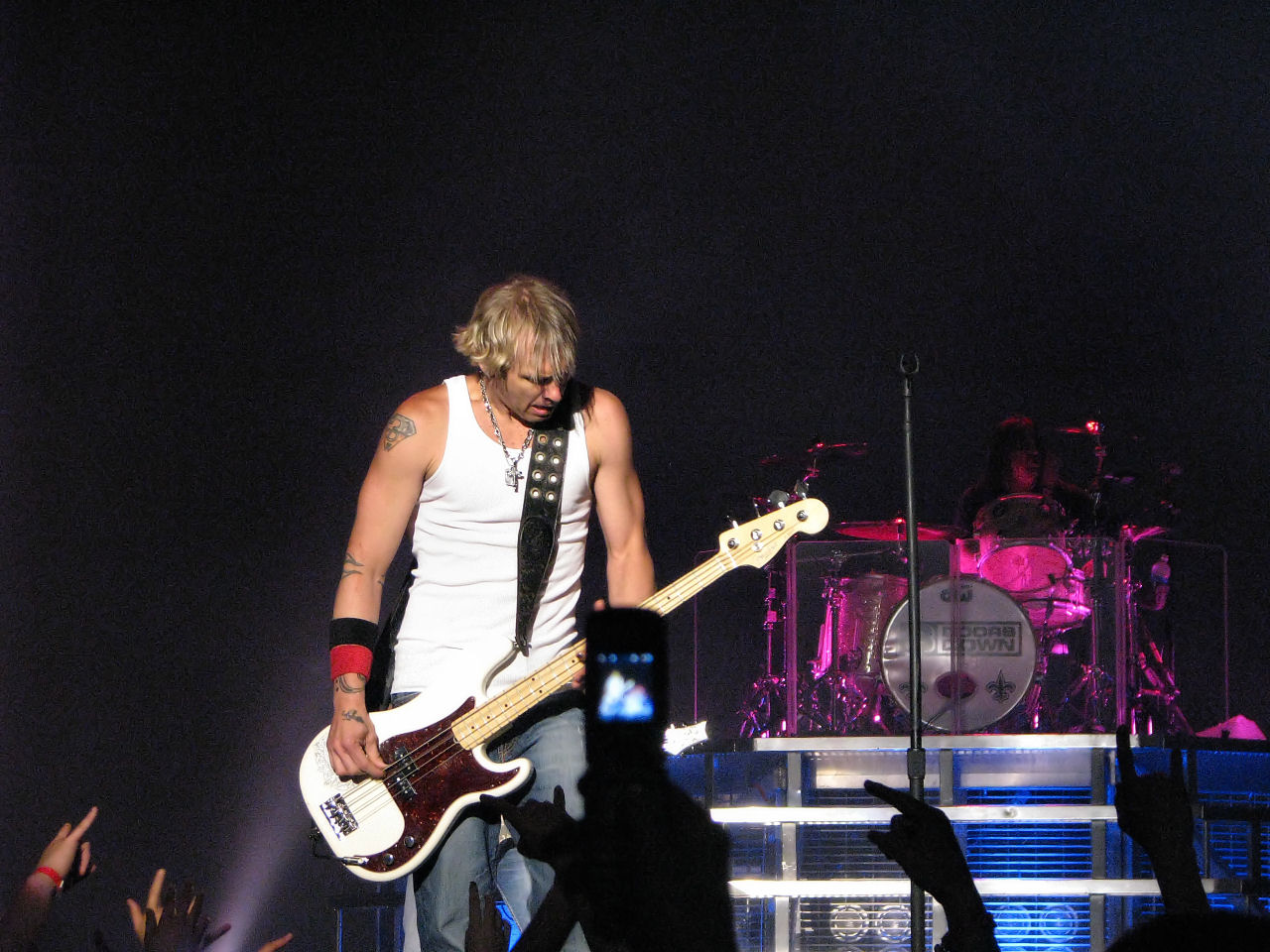
Тод Харрелл — бас гітарист гурту

Через два роки Тод Харрелл запрошує гітариста Кріса Хендерсона приєднатися до гурту, в ролі ритм-гітариста, для того щоб грати насиченішу музику.
Згодом 3 Doors Down випускають демо-диск своїх оригінальних пісень, і хоча він не став широко відомий загалу, деякі пісні одержали шалену популярність на місцевих радіостанціях. Наприклад, коли радіостанція 97,99 WCPR почала грати сингл «Kryptonite», то він став однією з найпопулярніших пісень, яку замовляли слухачі, щоб послухати в ефірі. Шалена популярність 3 Doors Down виходить за межі штату і врешті-решт гурт підписує контракт з всесвітньовідомим музичним лейблом Universal Records.

### The Better Life(2000—2001)
Перший альбом 3 Doors Down, «The Better Life», вийшов 2 лютого 2000 року. Ця платівка стала 11-м найпродаваним альбомом року. Загалом було продано понад 3 млн екземплярів. «The Better Life» був сертифікований, як шестиразовий платиновий у США і двічі платиновий у Канаді.
Такі пісні, як «Kryptonite», «Loser» і «Duck and Run» стали хітами. Четвертий сингл «Be Like That», став саундтреком до фільму Американський пиріг 2 в 2001 році.
Всі барбанні партії альбому були записані вокалістом Бредом Арнольдом. Проте, на гастролях в підтримку альбому «The Better Life», місце за барабанною установкою зайняв Річард Ліс.

### Away From the Sun(2002)
Другий студійний альбом гурту названий «Away from the Sun», вийшов у 2002 році. Ця платівка не лише досягнула успіху «The Better Life», але перевершила його, отримавши статус мультиплатинової у США, Канаді, та Австралії. Велику популярність отримали такі сингли, як «Here Without You» та «When I'm Gone». Місце за барабанною установкою займає канадець Даніель Адаір, який бере активну участь не тільки в записі альбому, але і у подальших гастролях.

### Another 700 Miles(2003)
У 2003 році 3 Doors Down випустили концертний EP «Another 700 Miles», до якого увійшли записи з концерту гурту в Чикаго, штат Іллінойс. «Another 700 Miles» став настільки популярним, що невдовзі здобув статус золотого в США. До збірки увійшла також кавер-версія популярної пісні Lynyrd Skynyrd «That Smell».

### Seventeen Days(2005—2007)

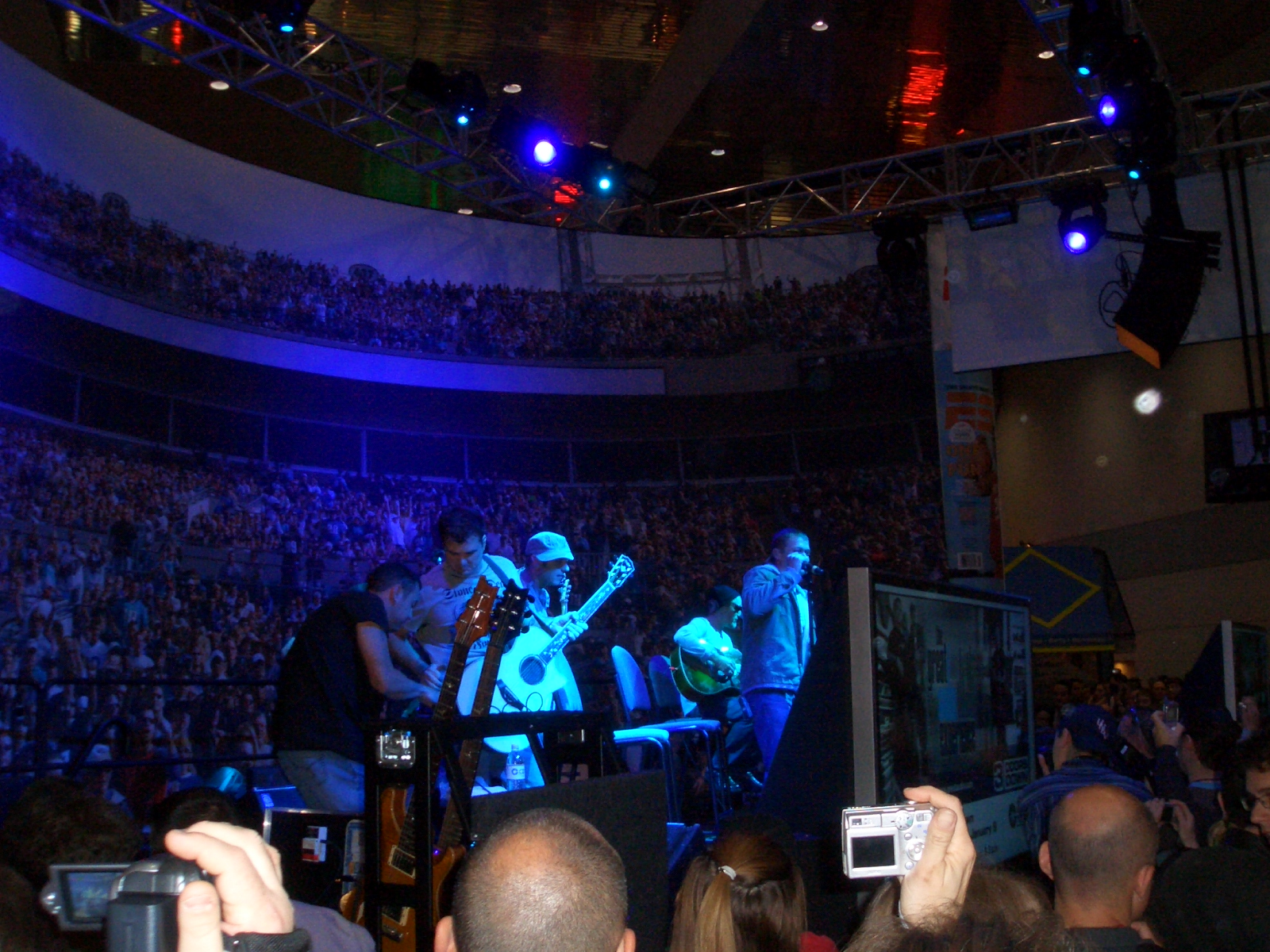
На концерті

Третій студійний альбом, «Seventeen Days», вийшов у 2005 році. В перший місяць релізу альбом був сертифікований, як платиновий у США. Особливої уваги заслуговує сингл «Landing In London», у записі якого взяв участь відомий американський виконавець Боб Сігер.
Крім того, в 2005 році 3 Doors Down випустили DVD «Away From the Sun: Live from Houston, Texas»
У 2005 році Даніел Адаір залишає 3 Doors Down і переходить до відомого канадського гурту Nickelback. Місце Даніела займає Грег Апчерч, колишній барабанщик Puddle Of Mudd.
У 2005 році відвувся реліз нового EP під назвою «Acoustic EP», до якого увійшло 5 акустичних треків з альбому «Seventeen Days».

### 3 Doors Down(2008—2009 роки)
Однойменний четвертий альбом «3 Doors Down» побачив світ 20 травня 2008 року. Він дебютував на # 1 на Billboard 200. Було продано 154000 копій у перший тиждень релізу. Альбом містить такі хіти як «It's Not My Time», «Train», «Let Me Be Myself» та «Citizen/Soldier», пісня, що була написана, як данина поваги Національній гвардії.
У 2009 році, 3 Doors Down разом з Soul Children Of Chicago, записали пісню «In The Presence Of The Lord» яка ввійшла до збірки «Oh Happy Day». У 2010 альбому «Oh Happy Day» здобув премію Греммі.
2009 рік ознаменувався релізом третього EP «Where My Christmas Lives EP», який містив 7 акустичних пісень та різдвяний трек «Where My Christmas Lives».

### Time Of My Life(2010—дотепер)
У лютому 2010 року 3 Doors Down випустили новий сингл — «Shine». Саундтрек американської олімпійської збірної до Зимових олімпійських ігор 2010.
У липні 2010 під час концерту в Лондоні, Онтаріо, Канада, 3 Doors Down виконали нову пісню «On The Run» і заявили що незабаром розпочнуть запис нового альбому. У жовтні 2010 року група закінчила запис нової платівки в Лос-Анджелесі, Каліфорнія.
У жовтні 2010 року вокаліст гурту Бред Арнольд оприлюднив попередню назву нового альбому «Time Of My Life» та підтвердив дату релізу — початок 2011 року. 18 січня 2011 року вийшов перший сингл нового альбому, «When You're Young».
30 січня 3 Doors Down виступили на NHL Downtown Wide Open з новою піснею «Time Of My Life».
31 березня 2011 року була оголошена офіційна дата релізу «Time Of My Life» — 19 липня 2011 року.

## Благодійна діяльність
3 Doors Down засновники благодійної організації «The Better Life Foundation», метою якої є підтримка дітей-сиріт та дітей-інвалідів. 2003 року гурт почав проведення щорічних благодійних концертів «3 Doors Down and Friends».
З моменту свого створення, The Better Life Foundation підтримує численні благодійні заходи по всій країні. 2005 року The Better Life Foundation надавала допомогу постраждалим під час урагану «Катріна».
Щороку 3 Doors Down і The Better Life Foundation проводять благодійний концерт та аукціон у Hard Rock Hotel, місто Білоксі, штат Міссісіпі. На цьому заході гурт виступав з такими відомими виконавцями як Lynyrd Skynyrd, Shinedown, Alter Bridge, Staind, Hinder, Tracy Lawrence та багато інших.

## Склад гурту
- Бред Арнольд — вокал
- Мет Робертс — гітара
- Кріс Хенредсон —гітара
- Тод Харел — бас-гітара
- Грег Апчорч — барабани

### Колишні учасники
- Деніел Адаір — барабани (2002—2005)
- Річард Лайлз — барабани (1996—2002)

## Дискографія
Студійні альбоми
Всі альбоми записані на Universal Records.
- The Better Life (2000)
- Away from the Sun (2002)
- Seventeen Days (2005)
- 3 Doors Down (2008)
- Time Of My Life (2011)
- Us and the Night (2016)